# Hlasy v hlavě
Hlasy v hlavě (v anglickém originále Distant Voices; v původním českém překladu Vzdálené hlasy) je v pořadí osmnáctá epizoda třetí sezóny seriálu Star Trek: Stanice Deep Space Nine.
Telepatický útok na Juliana Bashira způsobí jeho extrémně rychlé stárnutí.

## Příběh
Cizinec jménem Altovar zaútočí na doktora Bashira elektrickým polem, ten poté upadne do bezvědomí. Když se probere, zjistí, že začal rychle stárnout. Kromě toho je stanice temná a opuštěná, vypadá to, že se stala nějaká katastrofa.
Bashir prozkoumává tichou stanici a najde pouze několik důstojníků, jak se hádají mezi sebou. Když k nim přijde, stěží ho poznají, a také se zdá, že je jeho šedivějící vlasy a vrásčitá pokožka vůbec neznepokojují. Na pozadí je ale slyšet ozvěna šepotu, hlasům však nejde rozumět. Když náčelník O'Brien začne opravovat komunikační systém, Bashir uslyší zřetelné hlasy jeho kolegů, kteří o něm mluví. Říkají, že je v kómatu a že umírá.
Doktor si uvědomí, že posádka a prázdná stanice jsou pouze výplodem jeho mysli, že se nachází pouze ve stavu podobnému snění, které souvisí s jeho komatózním stavem. Objeví se však Altovar, který chytne Dax a odtáhne ji pryč. Bashir poté cítí, že něco ztratil, a zjistí, že každý člen posádky v jeho vizi představuje část sebe sama. Když cizinec zajme komandéra Siska, doktor to pocítí jako by mu byla vzata nejklidnější a nejpevnější část jeho osobnosti, což jej ochromí. Altovar hrozí, že zabije na stanici každého, čímž odláme Bashirovu psychiku tak, že nezůstane nic.
Bashir stárne velmi rychle a stává se slabším. Společně s Garakem zajdou do velína, kde najdou zbytek umírající posádky. Garak se snaží přesvědčit, aby to doktor vzdal a zemřel, ale Bashir z posledních sil tvrdě pracuje, aby zjistil, co se tu přesně děje. Doktor pozná, že neodbytný Garak je vlastně Altovar. Když to ví, dokáže odolat Garakovu vysmívání a odejde zpět na ošetřovnu, která je pro něj na stanici domovem. To jej posílí, díky čemuž dokáže zadržet a následně i zabít Altovara. Bashir se probere z kómatu a spatří reálné kolegy, jak stojí kolem něj.
Později Bashir obědvá s Garakem, který se zdá, že ho ranilo, že jej Bashirova mysl prezentovala jako Altovara. S trochou obdivu rychle dodá, že Bashir má stále ještě naději.

## Zajímavosti
- Altovar konfrontuje Bashira v jeho mysli s nepovedenou zkouškou na Akademii, která jej stála místo nejlepšího studenta závěrečného ročníku. Naznačuje při tom, že tuto chybu udělal záměrně. Toto téma dále rozvíjí epizoda „Doktor Bashir, předpokládám“.